# Ras Mohammed
Ras Mohammed National Park er en nationalpark, der ligger i det sydlige Sinai.
Nationalparken blev oprettet i 1983 for at beskytte det unikke marine liv i området.
27°46′10″N 34°12′35″Ø / 27.7694°N 34.2097°Ø